# Końskie pióra
Końskie pióra (ang. Horse Feathers) – amerykański film z 1932 roku w reżyserii Normana Z. McLeoda.

## Wyróżnienia
| Rok wyróżnienia | Amerykański Instytut Filmowy                                    | Miejsce     |
| --------------- | --------------------------------------------------------------- | ----------- |
| 2000            | Lista 100 najśmieszniejszych amerykańskich filmów wszech czasów | 65. miejsce |